# Tomas (apostel)
Aposteln Tomas (arameiska Toma, ’tvilling’; i Johannesevangeliet 11:16 översattes också namnet med det grekiska Didymos, som ävenledes betyder ’tvilling’), även i traditionen omnämnd som Tomas tvivlaren, en av Jesu tolv apostlar.

## Biografi
Om hans härkomst, familjeförhållanden och samhällsställning finns inga uppgifter, och den evangeliska berättelsen talar för övrigt ej heller mycket om honom. Dock förekommer i Johannesevangeliet några spridda drag av honom, genom vilka man får en föreställning om hans person. När Jesus med anledning av sin vän Lasarus död tillkännager sin avsikt att bege sig till det mot honom fientliga Jerusalem och lärjungarna söker avråda honom därifrån, säger Tomas till dem: "Låt oss gå med för att dö med honom" (Joh. 11:16). Och när Jesus i sitt avskedstal till lärjungarna säger: "Och vägen dit jag går, den känner ni", invänder Tomas: "Herre, vi vet inte vart du går. Hur kan vi då känna vägen?" (Joh. 14:5). Och slutligen förekommer hos samme evangelist (20:24–29) den kända berättelsen om Tomas tvivel på Jesu uppståndelse och om hur hans tvivel hävdes. Av den först omtalade händelsen ser man, att Tomas med orubblig troshängivenhet är fäst vid Jesus och hans sak, ända därhän att, när medlärjungarna ryggar tillbaka för lidande och död med mästaren, han utan tvekan beslutar sig för att följa honom. 
En viss likhet företer han i detta avseende med Petrus. Men då den senare var den glödande entusiasten, som lät hänföra sig av sina känslor, var Tomas däremot en reflekterande och prövande ande, som i sitt inre måste kämpa sig till visshet, men sedan också var orubblig i sin tro och beredd att dö för den. Vad särskilt beträffar berättelsen i Johannesevangeliet 20 förstås den först då riktigt, när den sammanställs med de båda andra ställena. Den har ofta blivit missförstådd på det sätt att Tomas fått gälla för en vanlig "tvivlare", varför uttrycket "att vara en Tomas" blivit liktydigt med att vara en otrogen tvivlare. 
Den kyrkliga traditionen lämnar om Tomas olika uppgifter under olika tider. Enligt Tomastraditionen i dess äldsta skick skulle Tomas ha predikat kristendomen i Parthien. Längre fram visades hans grav i Edessa, där han skulle ha dött en naturlig död. I denna senare berättelse kallas han Judas Tomas och identifieras med aposteln Judas, Jakobs tvillingbror. Enligt en från 300-talet härstammande sägen hade Tomas predikat i Indien (se Tomaskristna) och blivit överhuvud för hela Orientens kyrka samt slutligen lidit martyrdöden, vartill senare fogades den uppgiften att hans kropp förts till Edessa, genom vilket tillägg man sökte sammansmälta denna tradition med en äldre. Denna sägen, framställd i de gnostiska Tomasakterna (Acta Thomae), identifierar Tomas icke med aposteln Judas, utan med "Judas, Herrens broder". Enligt en under 600-talet uppkommen version av denna sägen skulle Tomas ha varit först parternas, medernas och persernas apostel och sedan indiernas samt lidit martyrdöden i "Kalamine" i Indien. En variant av denna sägen förlägger hans martyrdöd till Mailapur. Denna variant förskriver sig från de indiska så kallade "tomaskristna", som räknar Tomas som sin kyrkas grundläggare. San Thome Basilica i Chennai sägs vara byggd ovanpå Tomas grav. Vid kristnandet av inkariket under 1500 och 1600-talen förknippade jesuit och augustinermunkar pre-inka guden Tunupa med aposteln Tomas, då denne skall ha kommit från långt borta.
I konsten framställs Tomas i begrundande ställning, med en lans eller ett vinkelmått såsom attribut. Hans helgondag är i Romersk-katolska kyrkan 3 juli, i den grekisk-ortodoxa kyrkan 6 oktober samt första söndagen efter påsk ("Tomassöndagen").

### Webbkällor
- ”St. Thomas the Apostle”. Catholic Encyclopedia. New Advent. http://www.newadvent.org/cathen/14658b.htm. Läst 3 juli 2017.
- ”San Tommaso, apostolo”. Santi e Beati. http://www.santiebeati.it/dettaglio/21150. Läst 3 juli 2017.